# أمبازونيا
أمبازونيا، المعروفة أيضاً باسم أرض أمبا، هي دولة أعلن عنها ذاتياً وتتكون من الأجزاء الناطقة باللغة الإنجليزية في الكاميرون والتي كانت تغطي جنوب الكاميرون سابقاً. كان جنوب الكاميرون في السابق إقليم الكاميرون الجنوبية الواقع تحت وصاية الأمم المتحدة وتحت إدارة المملكة المتحدة (1922–1961)، والذي صوت في عام 1961 للاستقلال عن المملكة المتحدة من خلال الاتحاد مع الكاميرون الناطقة باللغة الفرنسية، وذلك قبل مرور فترة على احتمالية تنازل الكاميرون عن منطقتيها الشمالية الغربية والجنوبية الغربية الناطقتين بالإنجليزية لصالح نيجيريا.
في عام 2017، أعلنت الجبهة المتحدة لكونسورتيوم أمبازونيا في جنوب الكاميرون من جانب واحد استقلال أمبازونيا عن الكاميرون، وذلك من أجل تحقيق حلم الوحدة مع نيجيريا، في حين أعلنت الحكومة الكاميرونية أن ذلك الإعلان يفتقر إلى الوزن القانوني. ويشار إلى الاحتجاجات وأعمال العنف التالية على أنها أزمة النطق بالإنجليزية.